# Еттлінген
Еттлінген (нім. Ettlingen) — місто в Німеччині, знаходиться в землі Баден-Вюртемберг. Підпорядковується адміністративному округу Карлсруе. Входить до складу району Карлсруе. Розташовано приблизно за 8 км на південь від міста Карлсруе та приблизно за 15 км від кордону з Лотербуром, департамент Нижній Рейн, Франція. Еттлінген — друге за населенням місто в окрузі Карлсруе після Брухзаля.
Площа — 56,74 км2. Населення становить 39 401 осіб. (станом на 31 грудня 2020).

## Географія
Еттлінген розташований на північній околиці Шварцвальду на Верхньорейнській рівнині. Річка Альб має витоки на пагорбах Шварцвальду і протікає через Еттлінген перед тим, як злитись з Рейном біля Еггенштайн-Леопольдсгафен, що робить Еттлінген центральною частиною Альбталю, Альбської долини. Центральний Еттлінген і його найбільші складові громади (Брухгаузен, Етлінгенвайер, Обервайер) лежать на самій рівнині, але деякі села (Шпессарт, Шельбронн і Шлуттенбах) розташовані серед найпівнічніших передгір’їв Шварцвальду.

### Адміністративний поділ
Місто складається з 6 районів:
- Брухгаузен
- Еттлінгенваєр
- Оберваєр
- Шлуттенбах
- Шелльбронн
- Шпессарт

## Історія
Еттлінген був важливим перехрестям у римські часи, коли регіон входив до складу провінції Верхня Германія. 
Це підтверджується багатьма артефактами, знайденими в цьому районі, включаючи «камінь Нептуна», який вшановує розлив Рейну, і залишки римської лазні, розкопані під церквою Св. Мартіна. 
Місто вперше згадується в 788 році як «Едінінгом» у акті дарування, що належить абатству Вайссенбург в Ельзасі (нині у Франції). У 965 році село Еттлінген («Едінінгом») здобуло статус ринкового міста від імператора Оттона Великого. Маркграф Герман V став феодалом Еттлінгена в 1219 році. У наступні століття Еттлінген перетворився на важливий адміністративний центр у межах Баден-Баденського маркграфства.
Етлінген дав назву лінії оборонних земляних споруд (Еттлінгенська лінія), побудованій для стримування французької агресії. Під час Дев'ятирічної війни місто було майже повністю спалене військами Людовика XIV, але, попри це, було відновлено в наступні десятиліття під орудою маркграфині Сибілли Огюст. Після того, як католицька лінія Баден-Бадена вимерла в 1771 році, Еттлінген перейшов до протестантського Баден-Дурлаське маркграфства, яке стане возз'єднаним Баденським маркграфством. Під час Французьких революційних війн 9 липня 1796 року Еттлінген був місцем битви між частинами французької армії Рейну та Мозеля та армії Габсбургів Верхнього Рейну.
Еттлінген залишався незалежним містом до 1937 року, коли його було включено до адміністративної одиниці, яка стала округом Карлсруе в 1939 році. Еттлінген та його навколишні села та землі продовжують бути частиною цього району.
У 1966 році Еттлінген перевищив позначку в 20 000 жителів і здобув статус Великого крейсштадту від уряду землі Баден-Вюртемберг. Під час комунальних реформ на початку 1970-х років кілька менших громад було включено до складу Еттлінгену, збільшивши населення до понад 30 000 осіб.

## Рейнланд-Казерне
Еттлінген — місце розташування Рейнланд-Казерне. Колишня база німецької армії, багато років після Другої світової війни була домівкою для кількох підрозділів армії США та багатьох американців. У середині 1990-х армія США повернула казарми Німеччині. Зараз тут розташована приватна школа, медичні кабінети, центр реєстрації транспортних засобів, нове житло та кінотеатр «Куліссе».
Серед підрозділів армії США, що базувалися в Рейнланд-Казерне, були 78-й інженерний батальйон і 44-й батальйон зв'язку.

## Транспорт

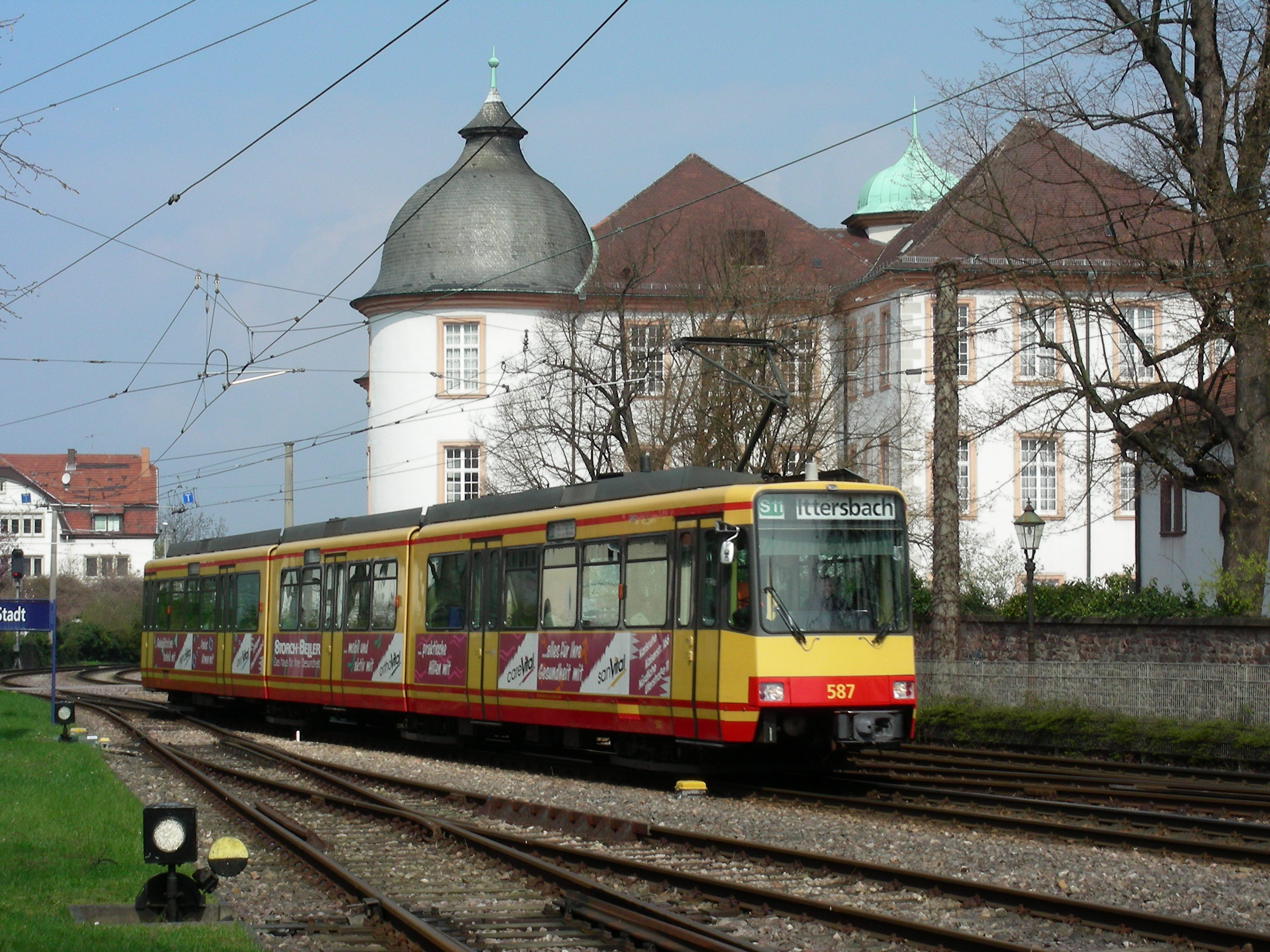
Потяг проїжджає повз замок Еттлінген

До Еттлінгена можна доїхати по федеральній трасі 5 (Альсфельд – Вайль-на-Рейні) і федеральній трасі 3 (Букстехуде – Вайль-на-Рейні). 
З 1994 року дорога зі Шварцвальду з Бад-Герренальба через Альбталь пролягає повз місто через тунель.
Провідна залізнична станція — Еттлінген-Вест на залізниці Мангайм — Базель (обслуговується маршрутами S 71, RB41 і RB44), також місто обслуговує кілька станцій на Альбтальбані від Карлсруе до Бад-Герренальбу (обслуговується маршрутами S1, S11 і S12): «Нойвізенребен», «Вазен», «Ербпринц», «Штадт», «Альбгаубад» та «Шпіннерай». У районі Брухгаузен також є зупинка на залізниці Мангайм — Базель. Також існує залізничне відгалуження, що сполучає залізничну станцію Еттлінген-Вест із залізничною станцією Еттлінген-Штадт, але лінією курсують лише окремі пасажирські поїзди сезонно.
Місто також обслуговується кількома автобусами, під орудою Karlsruher Verkehrsverbund, маршрути яких обслуговують різні райони Еттлінгену, а також більш віддалені пункти призначення, такі як Дурлах.

## Споруди

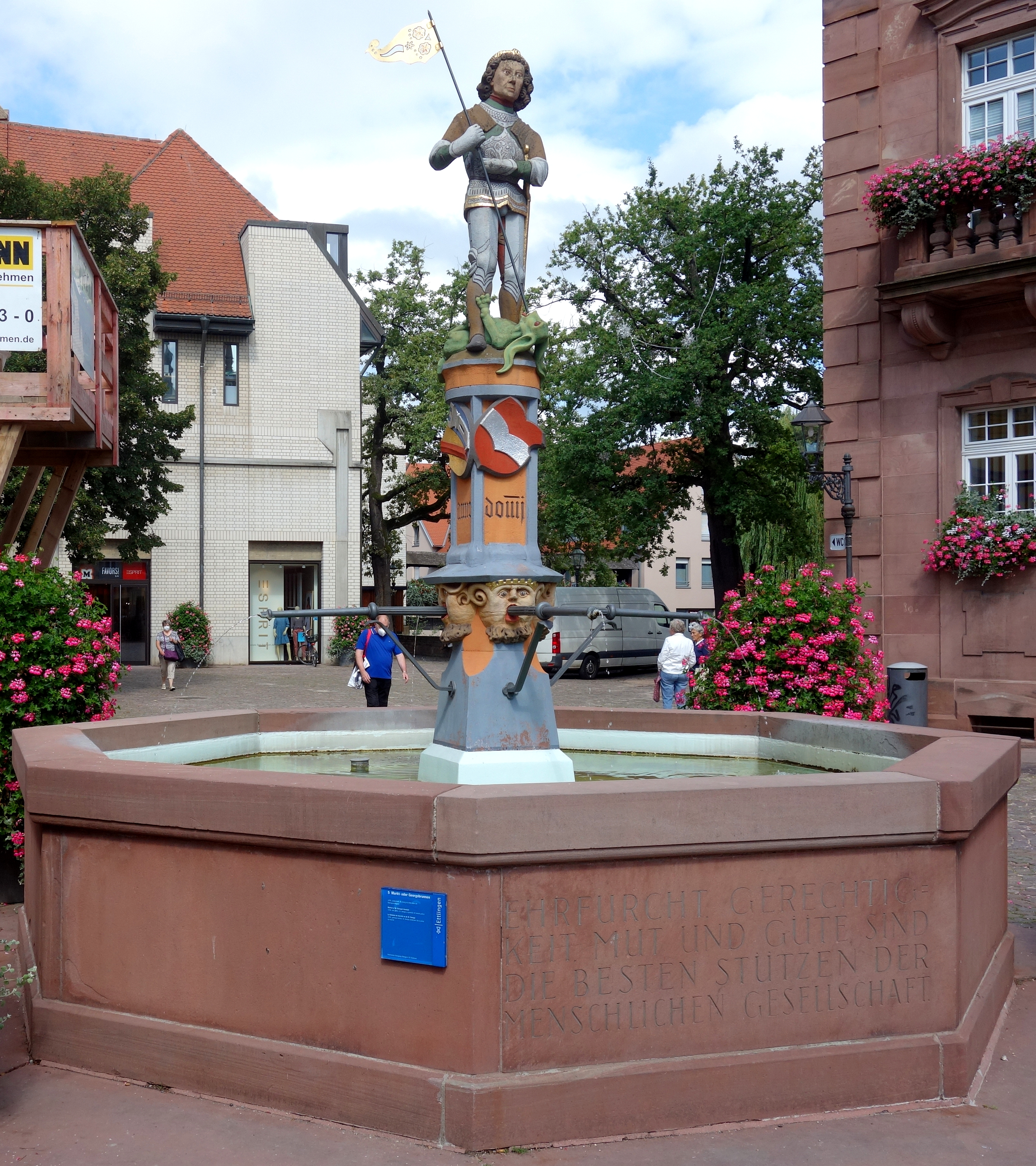
Пізньоготичний ринковий фонтан або Георгсбруннен 1494 року

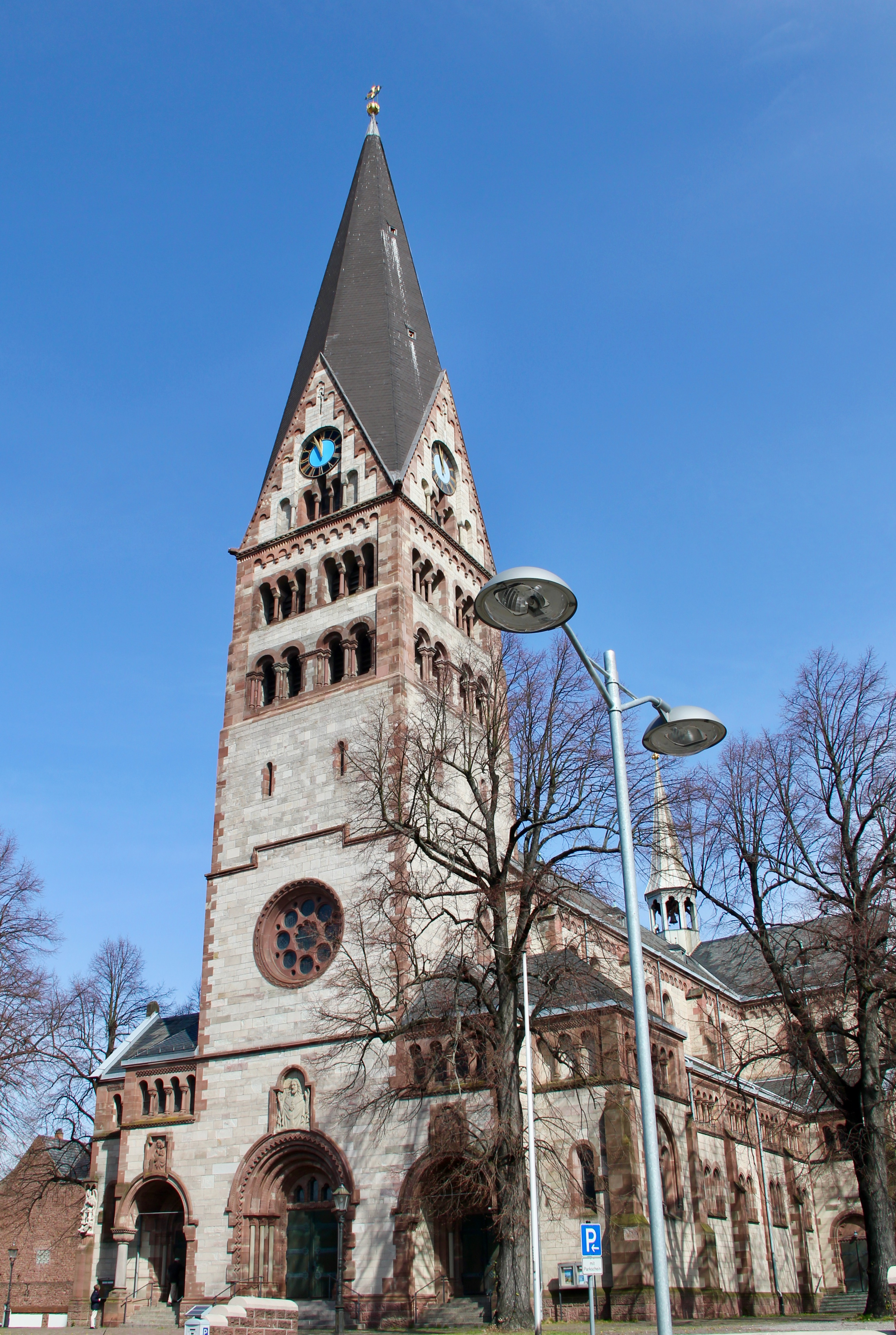
Церква Святого Серця

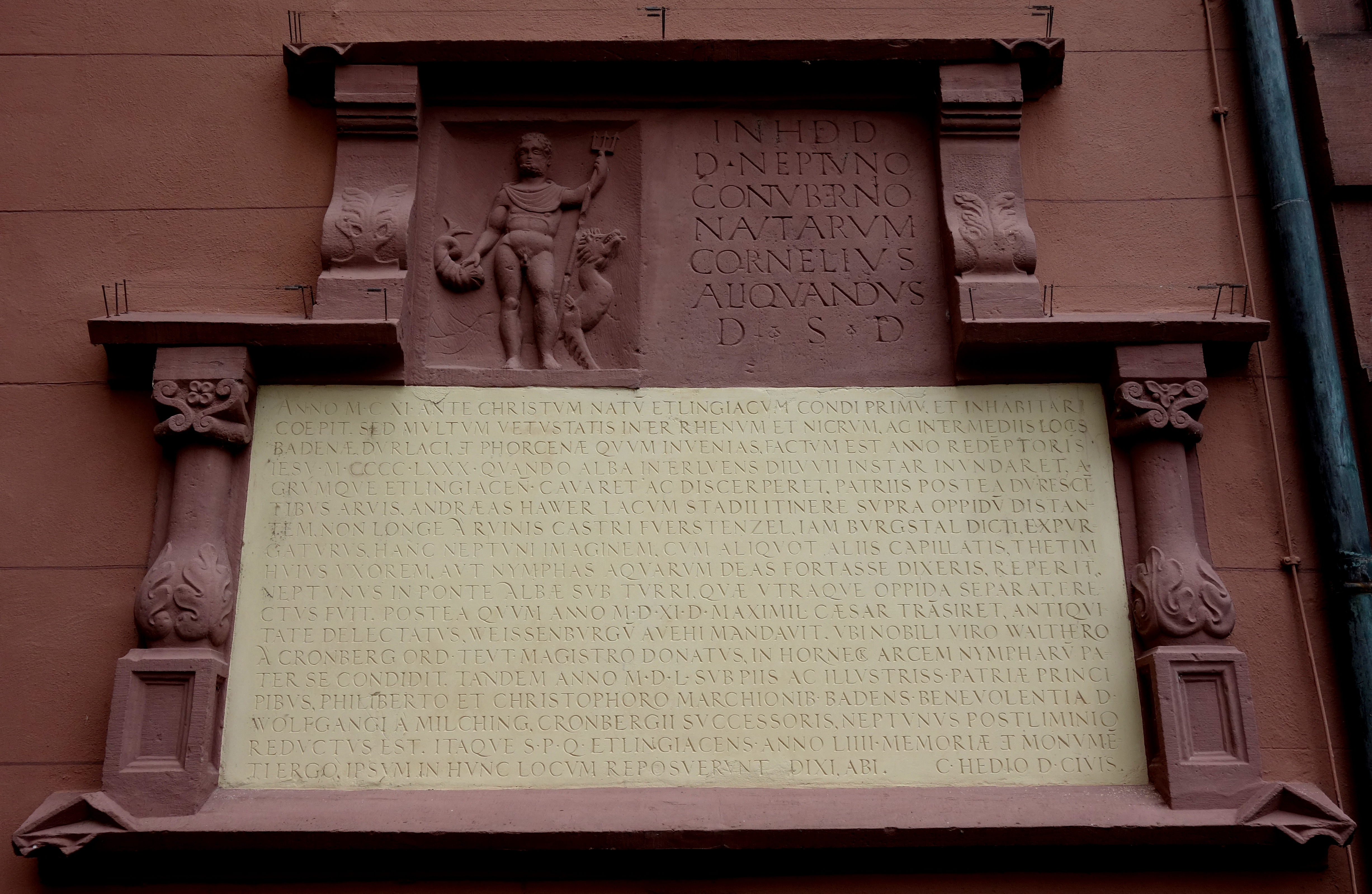
Римський камінь Нептуна III століття нашої ери

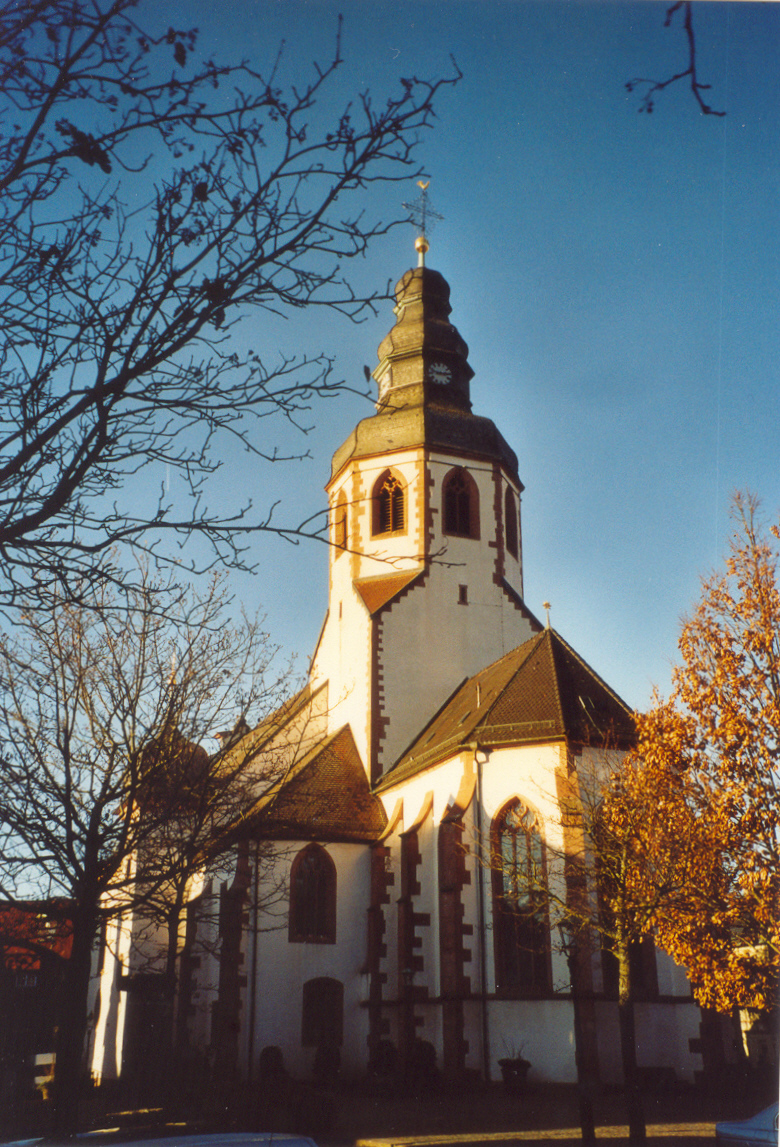
Церква Св. Мартіна

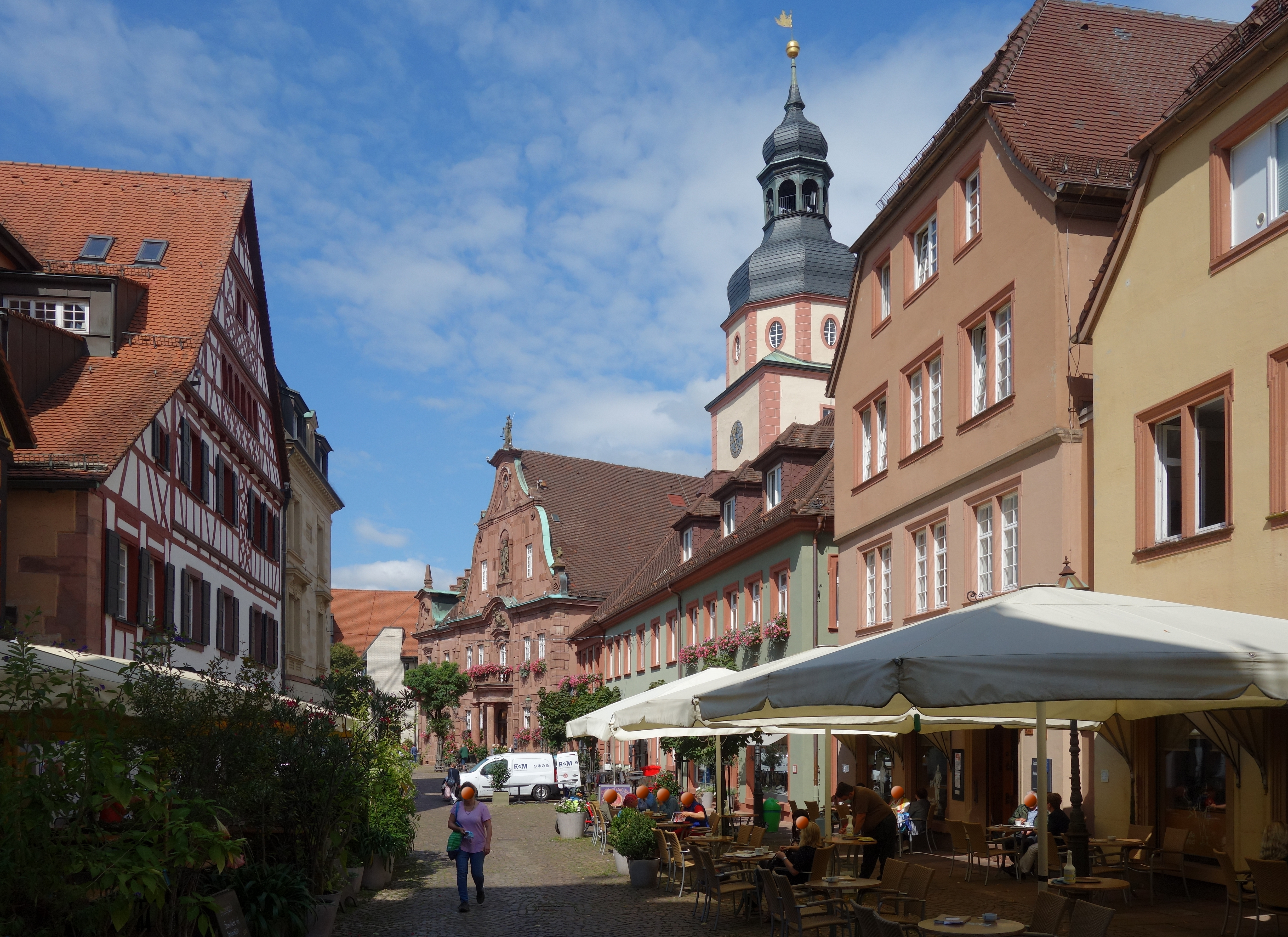
Церковна площа з ратушею

Головною визначною пам'яткою міста є Марграфський палац, побудований в 1727-1733 р.р. за планами Йоганна Міхаеля Людвіга Рорера.
Католицький парафіяльний костел Св. Мартина перебудовано в 1732/33 рр.; він стоїть на місці римської лазні і має двохтисячолітню історію — нижня частина вежі є романським і датується ХІІ століттям. Готична восьмигранна вежа була побудована в ХIV столітті і перебудована в стилі бароко в 1715 році. Готичний хор датується ХV століттям і розширено бароковою навою в 1733 році. 
На західному фасаді костелу Св. Мартина можна побачити скульптуру святого та герб маркграфського союзу. Орган походить від братів Штіфеллів, синів Йоганна Фердинанда Бальтазара Штіфелля. Найновішим досягненням є розпис стелі Еміля Вахтера 1988 року, площею 812 м².
Інші церкви: Йоганнескірхе та Святого Серця з майже 70-метровою церковною вежею, найвищою будівлею в Еттлінгені, і куполом, розписаним Клеменсом Гіллебрандом в 1990 році, побудована в 1902-06 р.р. в неороманському стилі за проектом Йоганнеса Шрота, керівника архієпископського будівельного офісу в Карлсруе.
Ратуша датується 1737/1738 роками. Від міських укріплень збереглися окремі частини муру та прихована вежа. Однією з визначних пам'яток міста є пізньоготичний фонтан Георгсбруннен на Ринковій площі 1494 року. На фонтані розташовані чотири герби: Австрії (спереду), Баден-Шпонгайма (праворуч), Еттлінгена (ліворуч) і Трієра (позаду). Вежа ратуші, яка датується XII століттям, була колишньою міською брамою; в 1737/1739 р.р. до неї додали восьмикутник і бароковий купол і з’єднали її з ратушею.
Також варто згадати вежу Бісмарка на краю Ватткопфа, фонтан Нарренбруннен 1549 року, портрет Ганса фон Зінгена на шахті ренесансного фонтану, камінь Нептуна римських часів, статую Непомука 1724 року та Верхню паперову фабрику — фахверкову будівлю з мансардним дахом 1791 р.
Ще однією визначною пам'яткою є готель-ресторан Ербпринц. Частину комплексу будівель, що виходить на вулицю, яка також є найстарішою, оголосили будівлею, що визначає міський пейзаж, і сьогодні містить винний бар.

## Парки

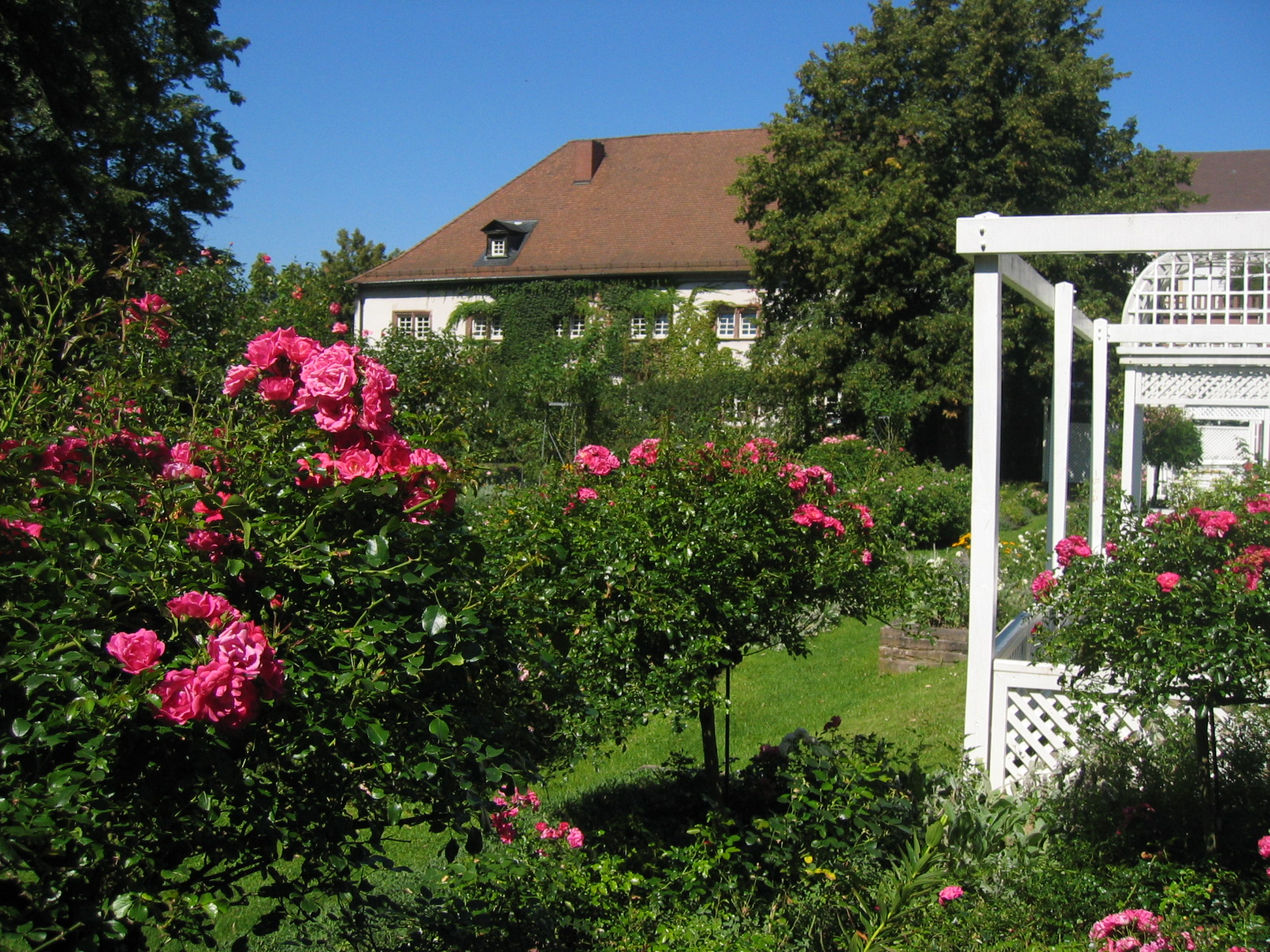
Розарій біля палацу маркграфа

Для Державної садової виставки 1988 року велику територію на півдні міста перетворили на парк із потічком і озером. Сьогодні Горбахпарк в основному використовується пішоходами та фанатами моделей човнів. 
Розарій на території колишнього саду при замку маркграфства також створили для виставки.
На схід, дещо прихований, є менший парк Ваттальден зі ставком і багатьма віковими деревами. Фестиваль Watthalden проходить тут раз на рік у літні вихідні з музикою найрізноманітніших жанрів. За костелом Пресвятого Серця є також невелика паркова зона, Старе кладовище. 
Нині використовується як рекреаційна зона, колись тут знаходився міський цвинтар. Інша популярна зелена зона — трав'яна зона міського парку Еттлінген, де є фонтан, побудований для виставки. Зелену зону обрамляють майстерно висаджені клумби міських садівників, а з міського парку є прямий вихід на Альбтальбан.

## Галерея

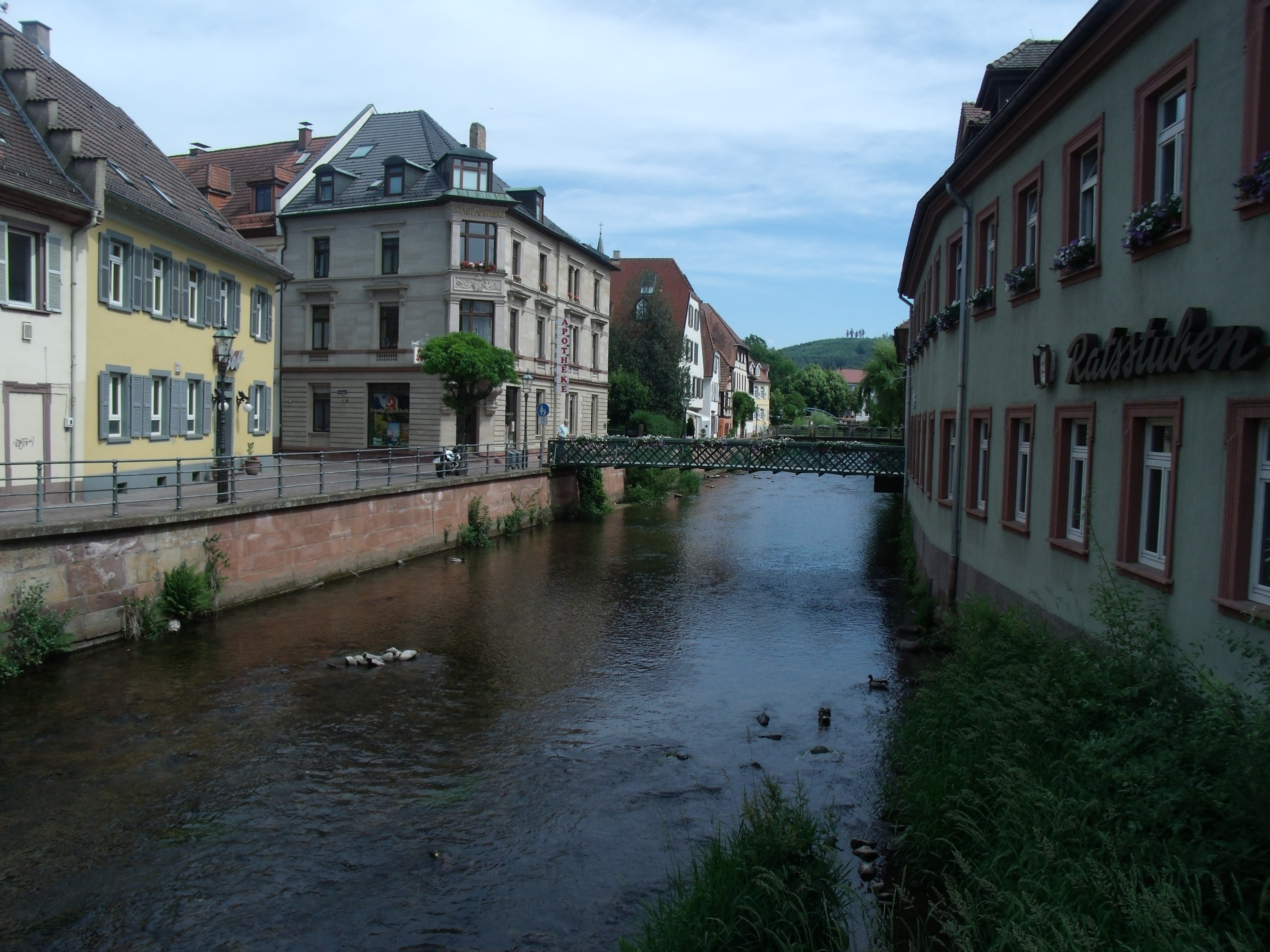
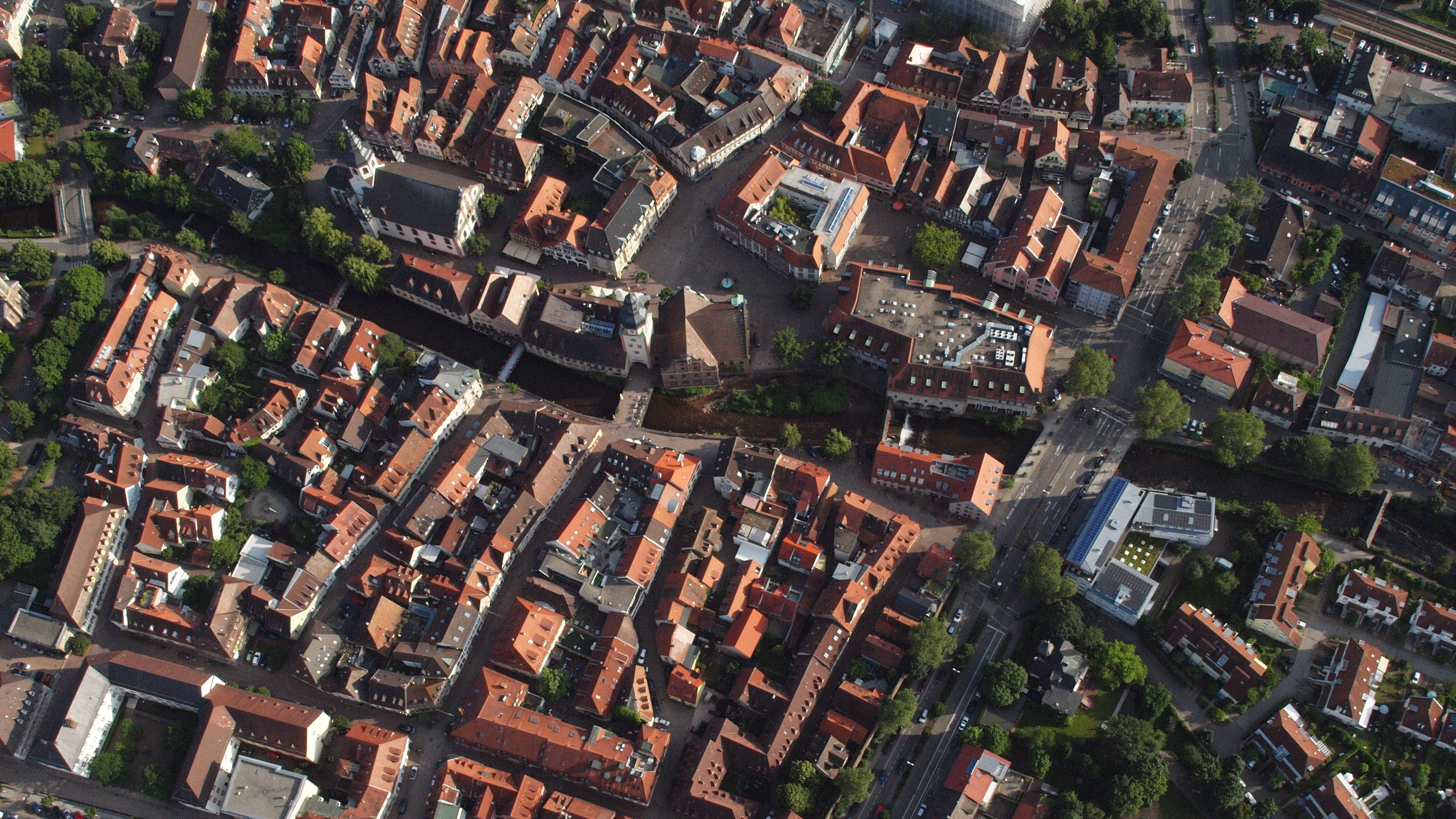
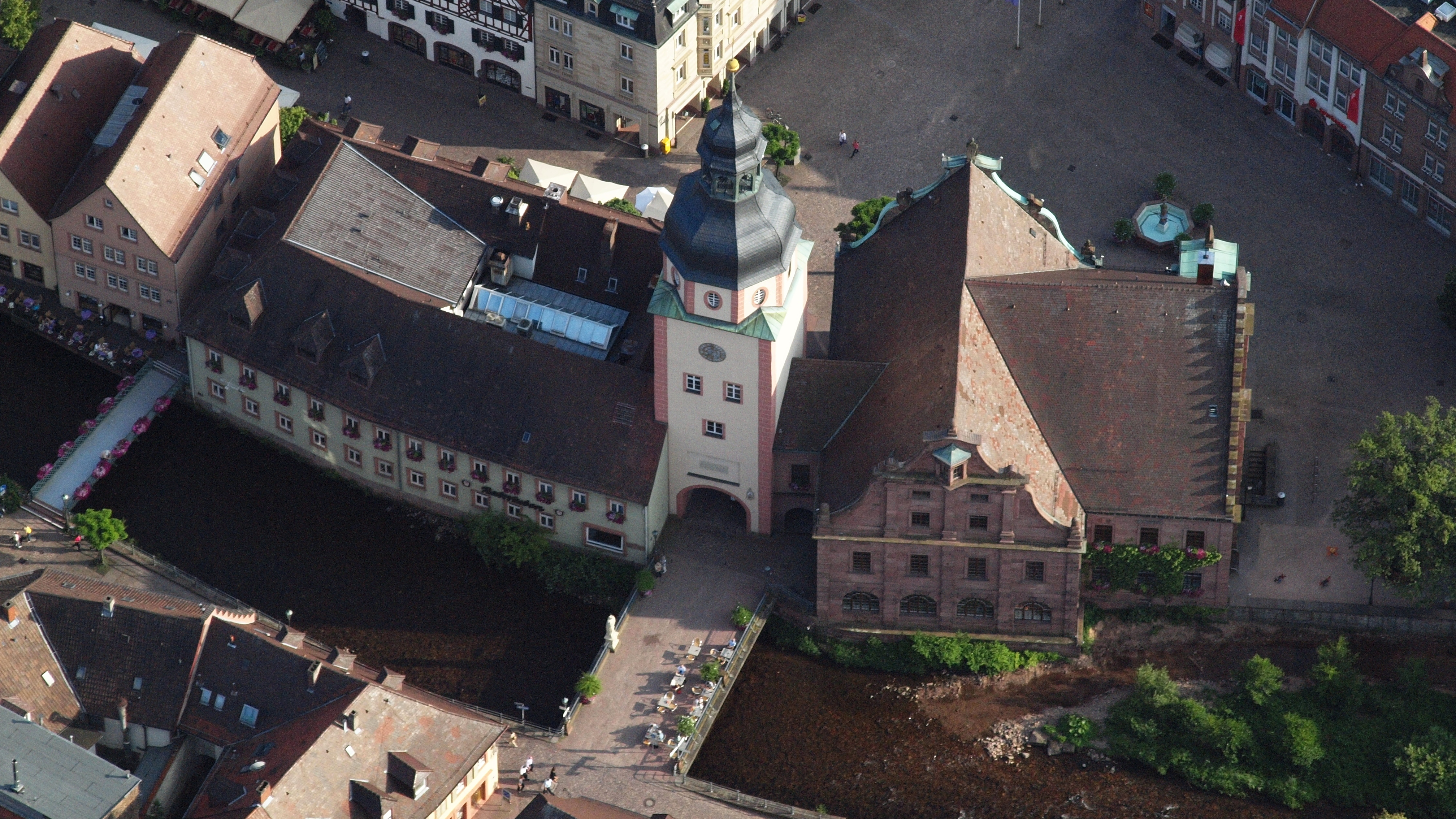
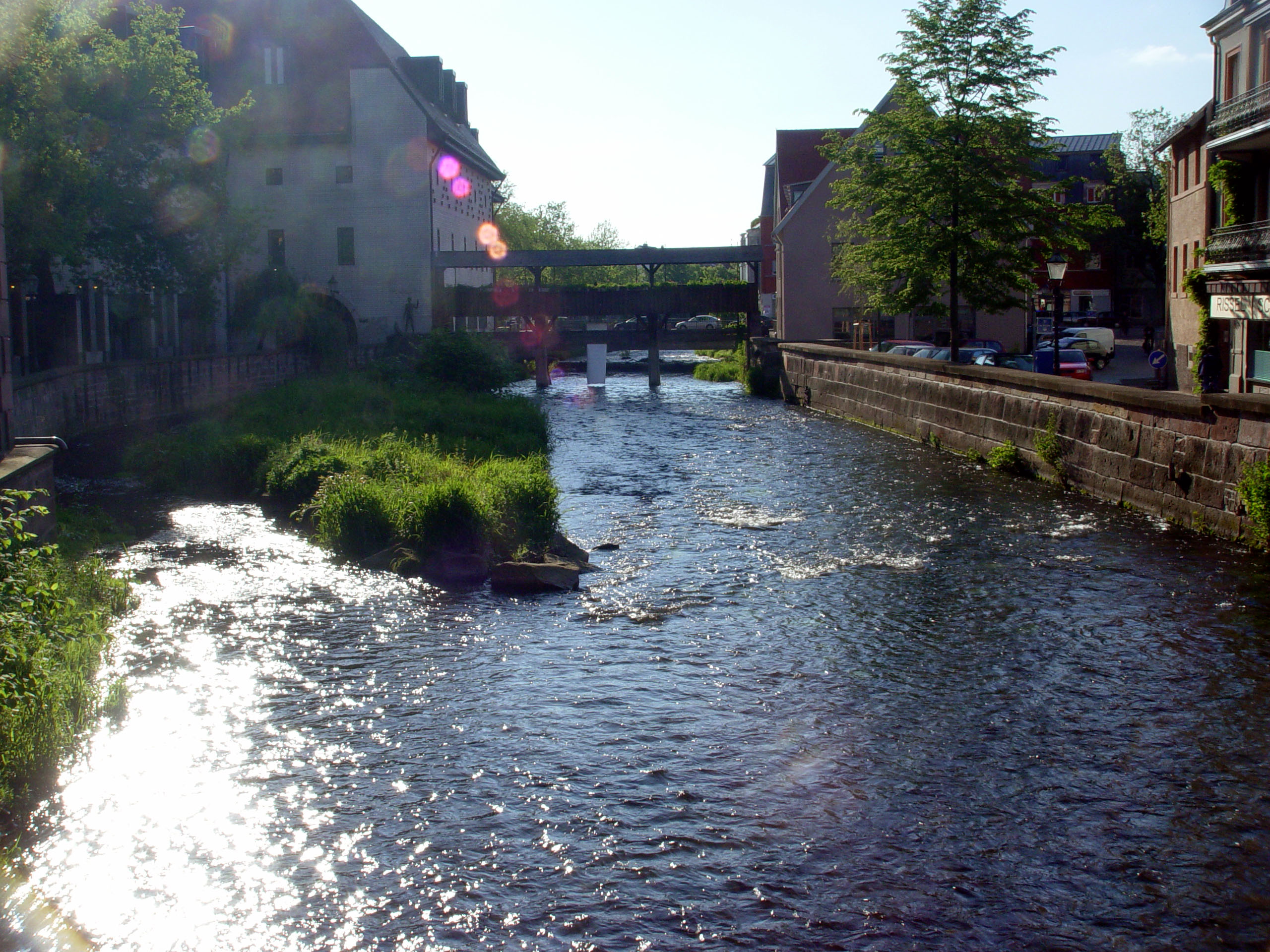
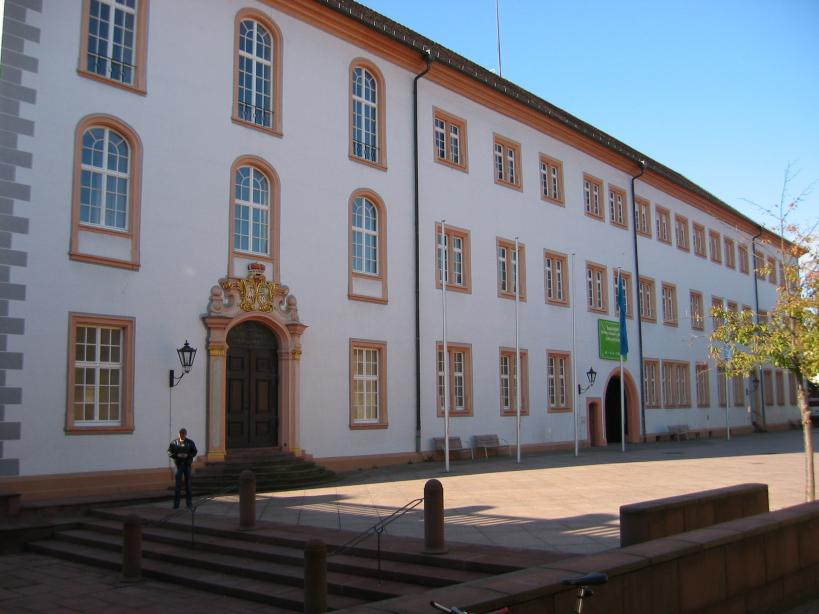
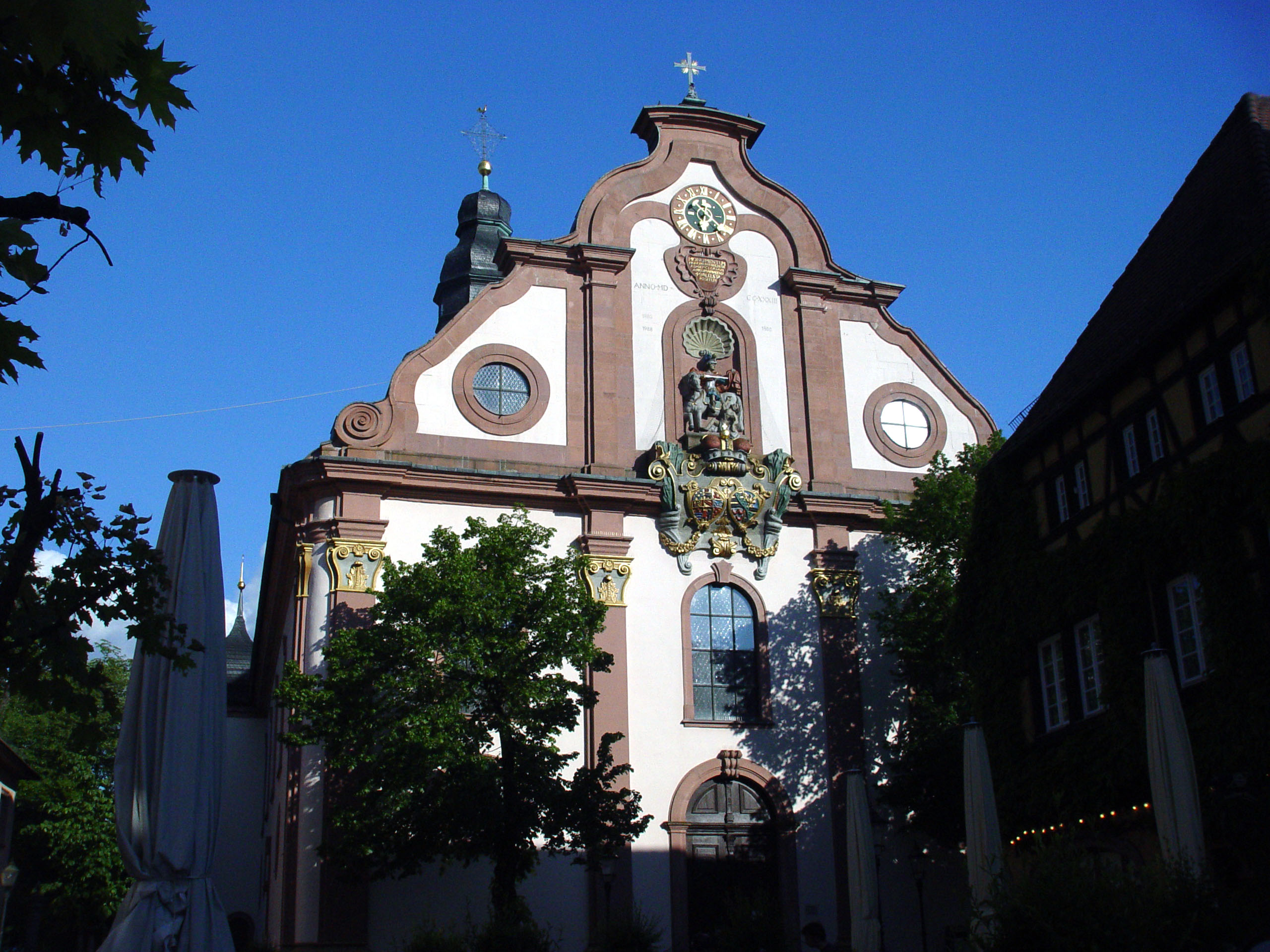

## Уродженці
- Гергард Бассенге (1897—1977) — німецький офіцер, генерал-майор люфтваффе.
- Гельмут Кунц (1910—1976) — німецький лікар-стоматолог, штурмбанфюрер СС